# Meiny Prins

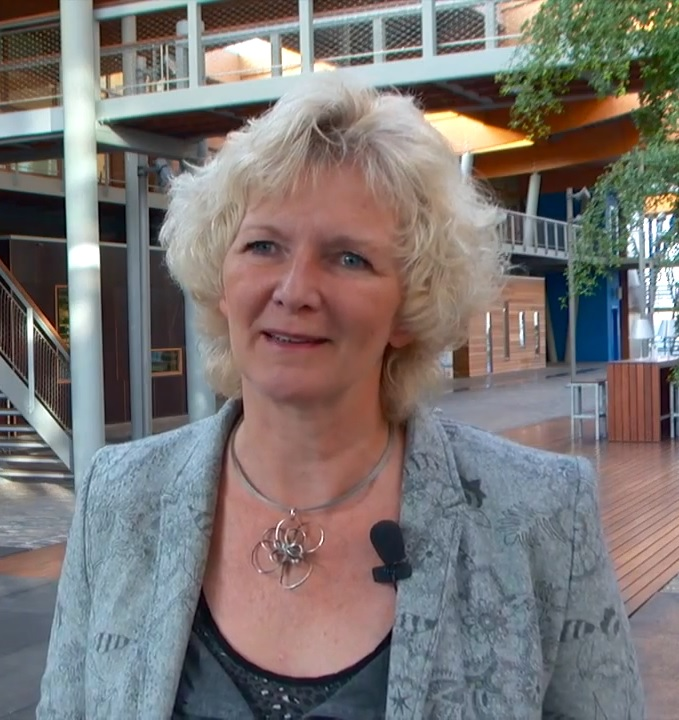
Meiny Prins in 2014

Meiny Prins (Delft, 1962) is een Nederlandse ondernemer. Zij is algemeen directeur van het bedrijf Priva, werd in 2009 verkozen tot zakenvrouw van het jaar en ontving daarvoor de Prix Veuve Clicquot.
Prins trad in 2003 als tweede generatie Prins in dienst van de Priva B.V. Groep, een familiebedrijf dat zijn oorsprong vindt in De Lier, in de gemeente Westland. Voor haar komst naar Priva was ze oprichter en directeur van ontwerp- en communicatiebureau De Stal, tegenwoordig Proforma. De eerste drie jaar van haar carrière is zij werkzaam geweest in het onderwijs. 
Bij de Tweede Kamerverkiezingen van 2021 was ze lijstduwer voor Splinter.